# Jozef Síkela
Jozef Síkela (Rokycany, 17 giugno 1967) è un politico ceco, Commissario europeo per i partenariati internazionali dal 1º dicembre 2024 nella Commissione von der Leyen II. In precedenza, ha ricperto la carica di ministro dell'Industria e del Commercio della Repubblica Ceca nel governo Fiala dal 2021 al 2024.

## Carriera politica

### Ministro dell'Industria e del Commercio (2021-2024)
Nel novembre 2021, in seguito alle dimissioni di Věslav Michalik, Síkela è diventato il nuovo candidato del partito politico Sindaci e Indipendenti (STAN) per la carica di Ministro dell'Industria e del Commercio ceco nel governo emergente di Petr Fiala (una coalizione di SPOLU e PirSTAN). È stato nominato a questo incarico nel dicembre 2021 dal Presidente ceco, Miloš Zeman, presso il castello di Lány.

#### Incarichi e risultati
Durante il mandato di Síkela come Ministro dell'Industria e del Commercio, la Repubblica Ceca ha approvato una legislazione volta a sviluppare fonti di energia rinnovabili, progettata per semplificare il processo di autorizzazione per le nuove fonti e per consentirne un uso efficiente. Ciò includeva il Community Energy Act, che ha consentito la condivisione dell'elettricità autogenerata in eccesso da fonti rinnovabili, e ha ricevuto il premio Business Law of the Year nel 2024. Il sistema energetico comunitario è stato lanciato nell'agosto 2024. Il suo mandato ministeriale ha anche visto la Repubblica Ceca allontanarsi dalla dipendenza dalle importazioni di gas russo, in parte tramite l'acquisizione di una quota nel terminale GNL di Eemshaven, nei Paesi Bassi, in collaborazione con il Gruppo ČEZ, che Sikela ha annunciato nel luglio 2022. Nel novembre 2023, il governo ha annunciato che, sempre in collaborazione con il Gruppo ČEZ, aveva acquisito una quota in un terminale GNL a Stade, in Germania. Síkela ha rappresentato la Repubblica Ceca al varo cerimoniale della costruzione del terminal. 

### A livello europeo
Durante la presidenza ceca del Consiglio dell'Unione Europea nel 2022, Síkela ha presieduto le riunioni ministeriali del Consiglio Affari Esteri, del Consiglio Competitività (COMPET) e del Consiglio Trasporti, Telecomunicazioni ed Energia, quest'ultimo responsabile del coordinamento della risposta dell'UE alle perturbazioni del mercato energetico causate dalla guerra in Ucraina. Sotto la sua presidenza, gli Stati membri dell'UE hanno concordato misure chiave per stabilizzare i mercati energetici.
Nel giugno 2023, in un'intervista al quotidiano Právo, Síkela ha dichiarato il suo interesse a candidarsi per la posizione di Commissario europeo. Dopo le elezioni europee del 2024, è stato nominato dal governo ceco a questo incarico, sotto la presidenza di Ursula von der Leyen.

#### Commissario europeo per le Partnership Internazionali
Nel dicembre 2024, Jozef Síkela è stato nominato Commissario europeo per le Partnership Internazionali.In questo ruolo, è responsabile della guida degli sforzi dell'Unione Europea per costruire e rafforzare partnership reciprocamente vantaggiose con paesi di tutto il mondo, con un focus sullo sviluppo economico sostenibile, sulla riduzione della povertà e sulla stabilità globale.

##### Global Gateway
Come Commissario per le Partnership Internazionali, Síkela svolge un ruolo chiave nella definizione della strategia Global Gateway, che promuove la cooperazione internazionale inclusiva per favorire una crescita sostenibile sia in Europa che nei paesi partner. L'iniziativa dà priorità agli investimenti a lungo termine nei settori dell'energia, delle infrastrutture, dell'istruzione e della ricerca, della sanità e della digitalizzazione.
Fin dall’inizio del suo mandato, si è posta maggiore enfasi nella progettazione e realizzazione di progetti determinanti e cruciali per l’interesse comunitario dei paesi partner. Il riesame della strategia Global Gateway include iniziative specifiche in regioni come Africa, America Latina, America Centrale e Asia.